# 高加索人種
高加索人種（英語：Caucasian race, Caucasoid），或称欧罗巴人种（英語：Europid, Europoid），是歷史上被認為是一個過時的生物分類階元人種劃分，主要分佈在歐洲、北非、西亞、南亞、部分中亞、非洲之角、和现代北美、南美、北亞和大洋洲。這個術語在體質人類學中用於來自這些地域的很多人群，與人類膚色沒有必然性關聯。高加索人種的种族主要有雅利安人種、閃米特人種和含米特人種，還包括烏拉爾語系民族等。

## 概念起源

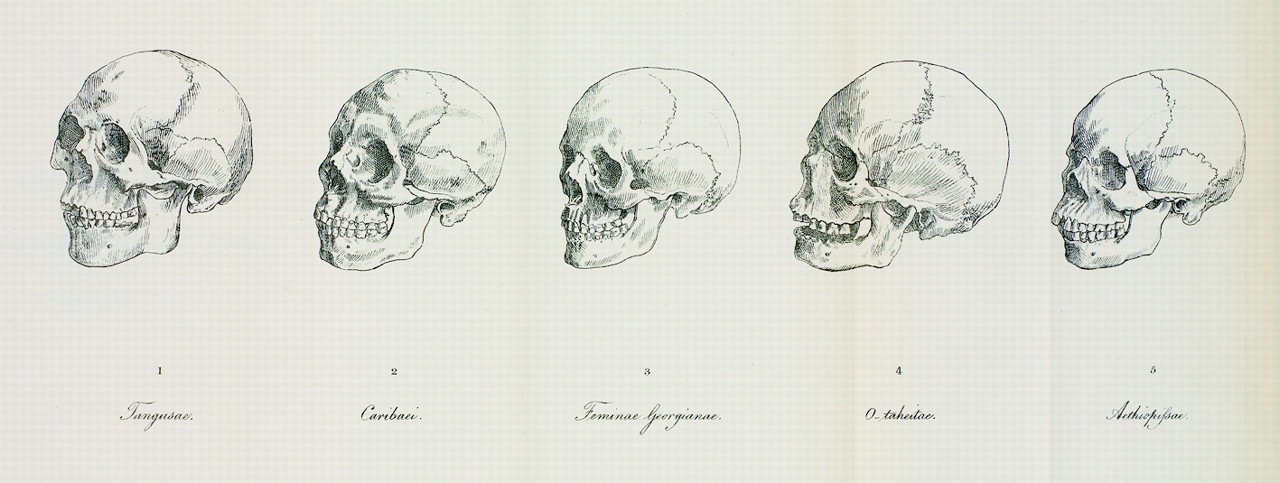
布盧門巴赫的五大類人種。從左至右依次為：1.Tungusae(蒙古人種)，2. Caribaei(美洲人種)，3. Feminae Georgianae(高加索人種)，4. O-taheitae(馬來人種)，5. Aethiopissae(非洲人種)。

高加索人種的概念最早由德國學者克里斯托夫·邁納斯在1785年著《The Outline of History of Mankind》中提出，他將人類分為“高加索人種”和“蒙古人種”，他認為南高加索地區（格魯吉亞和亞美尼亞）的人可作為歐洲人群的原型。
19世紀的歐洲人類學家，將「高加索人種」一詞用來指稱體質人類學上一類符合人體測量學中特定數據範圍裡的人，當時以此觀念作為種族歸類的依據。19世纪时，有多位自然科学家在种族的问题上发表了自己的观点，其中布盧門巴赫的五分法则是19世纪时比较常见的：蒙古人种，即黄色人种；美洲人种，即红色人种；高加索人种，即白色人种；马来人种，即棕色人种；埃塞俄比亚人种，即黑色人种。

### 與白種人的關係

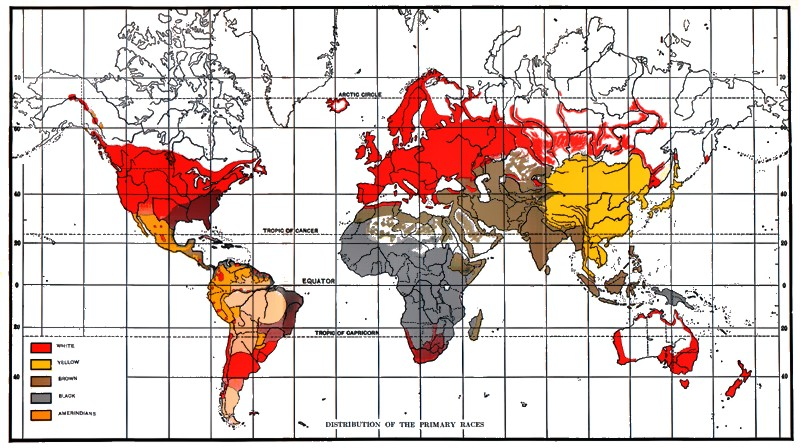
洛斯罗普·斯托达德在《有色人種與世界最優白人對立的上升趨勢》(1920年)中繪製的全球人種圖，其中紅色區域標示白色人種。

當高加索人種的概念的定義範圍限定於歐洲人時候，就與白種人的概念相重合。在《牛津當代英語大辭典》中，Caucasian或Caucasoid有許多不同的定義，第一是指「一大類屬於歐洲、西亞、印度次大陸、以及部分北美洲与非洲之角的人類」；第二是指「起源於歐洲的白皮膚者」；第三則是指「東南歐屬於高加索地區的人」。在《大英百科全書》中，將“歐羅巴人種”描述為具有淡色皮膚、生物化學上的相似性，以及多變的毛髮色彩及眼睛色彩。
有学者建議不再使用以地域命名的人种划分如高加索、蒙古利亚、尼格罗人种於科學界中，與人類研究相關的領域。

## 体态特征
按体态特征做出的此人種的定義，可追溯至德國人類學家约翰·弗里德里希·布卢门巴赫（1752年–1840年），他歸納高加索人是擁有：偏白膚色、紅潤臉頰，以及褐色或栗色毛髮；另外還有近乎球狀的頭形、橢圓形的臉蛋、姿態直挺、前額平滑、鼻樑狹窄略呈勾狀，高鼻樑，以及中嘴；門牙與下顎垂直、嘴唇（尤其是下嘴唇）適度開啟，且下巴圓滿。

## 分類
在中世纪时期，高加索人種是主要分布在欧洲，西亚，中亚，南亚，北非及部分西伯利亚。16世纪以后随欧洲的地理大发现扩散到美洲、大洋洲和其它地区。分佈在歐亞非大陸的高加索人種中可分出：
| - 北歐人種 - 阿爾卑斯人種 - 地中海人種 - 巴爾幹-高加索人種 - 亚美尼亚人种 - 伊朗人种 | - 黑海人種 - 裡海人種 - 東波羅的人種 - 帕米尔人种 - 第拿里人种 - 图兰人种 - 閃米特人種 - 含米特人種 |

人类学家卡尔顿·库恩于1953年对高加索人种的分类：
- “远古高加索人种”：日本的阿伊努人、澳大利亚人种、达罗毗荼人、维达人
- “主要高加索人种”：北欧人种、阿尔卑斯人种、地中海人种、亚美尼亚人种
- “次要或衍生的高加索人种”：第拿里人种、东波罗的人种和波利尼西亚人种[11]

## 参見
- 白人
- 人類多地起源說